# Британська енциклопедія (11-те видання)
«Брита́нська енциклопе́дія» (11-е видання) (англ. Encyclopædia Britannica Eleventh Edition) — 29-томне 11-е за рахунком видання англомовної енциклопедії «Британіка». Створене в період переходу місця видання енциклопедії з Великої Британії до США. Деякі з його статей написали найвідоміші вчені свого часу. Видання перебуває в суспільному надбанні і є у відкритому доступі. Доцільність використання видання в сучасній науці та як авторитетного джерела є спірним через застарілість багатьох статей. Деякі статті науковці вважають «культурними артефактами» рубежу XIX—XX століть.

## Опис

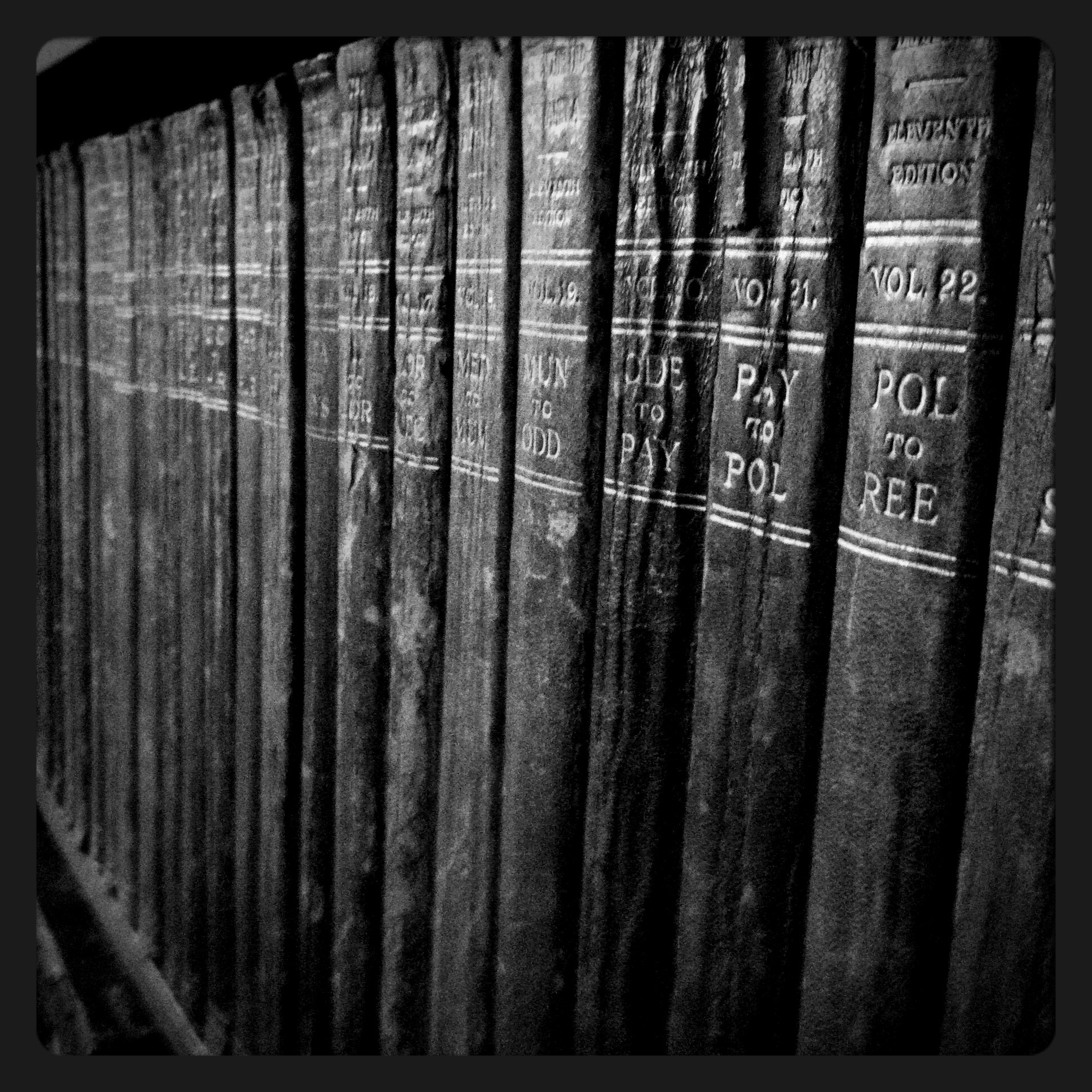
Томи одинадцятого видання

Видання 1911 випускалося під керівництвом американського видавця Горація Еверетта Гупера. Г'ю Чісголм, який редагував попереднє видання, був призначений головним редактором, його першим помічником був Вальтер Елісон Філліпс.
Спочатку Гупер придбав права на 25-томне 9-те видання і переконав британську газету The Times здійснити його передрук з одинадцятьма додатковими томами (всього 35 томів) як 10-е видання, яке й видано 1902 року. Співпраця Гупера з The Times припинилася 1909 року, і він почав переговори з видавництвом Кембриджського університету про публікацію 29-томного одинадцятого видання. Хоча воно традиційно сприймається як британська енциклопедія, 11-е видання має суттєвий американський вплив, що виразилося не тільки у збільшенні числа статей на американську та канадську тематику, але й у зусиллях, докладених для зростання його популярності. Американські методи маркетингу також допомагали продажам. Близько 11 % авторів енциклопедії були американцями, а в Нью-Йорку створено офіс енциклопедії для кращого управління процесом її створення.
Ініціали авторів енциклопедії зазначено наприкінці окремих статей чи в кінці розділів довгих статей, розшифровку цих ініціалів наведено в кожному томі. Деякі статті написали найвідоміші вчені свого часу, деякі — ті, хто став відомим пізніше. Багато статей перенесено з десятого видання без змін або з незначними змінами, деякі з довгих статей для зручності читачів розділено на дрібніші, але деякі й істотно скорочено. Видання 1911 стало першим виданням зі значною (34 особи) участю жінок-авторок статей. Одинадцяте видання виходило зі зміною традиційного формату випуску томів «Британіки»: його готували до опублікування одразу цілком, на відміну від попередніх видань, у яких томи виходили в міру їх підготовки. Друк готувався з урахуванням можливості постійного поновлення перед публікацією. Воно також було першим виданням «Британської енциклопедії», що містить окремий том-покажчик, в якому також був покажчик категорій статей за темою. Одинадцяте видання було першим, яке не включало по-справжньому величезних статей. Навіть попри те, що загальна кількість слів була майже такою ж, як і в попередніх виданнях, кількість статей зросла від 17 000 до 40 000. Зрештою, це було перше видання «Британіки», що включало біографії живих на момент його опублікування людей.
За Коулманом і Сіммонсом, відсоток статей з тієї чи іншої теми був у ньому таким:
| Тема                          | Частка |
| ----------------------------- | ------ |
| Географія                     | 29 %   |
| Теоретична та прикладна наука | 17 %   |
| Історія                       | 17 %   |
| Література                    | 11 %   |
| Образотворче мистецтво        | 9 %    |
| Громадські науки              | 7 %    |
| Психологія                    | 1,7 %  |
| Філософія                     | 0,8 %  |

1920 року Гупер продав права на енциклопедію чиказькій фірмі Sears Roebuck, що завершило остаточне перетворення «Британіки» на американську енциклопедію за місцем видання.
1922 року випущено ще три томи (також за редакцією Г'ю Чісхолма), що охоплювали події, які сталися за останні роки, зокрема Першу світову війну. Вони, разом із перевиданим одинадцятим виданням, склали 12-те видання «Британської енциклопедії». Аналогічно виглядало тринадцяте видання, що було передруком дванадцятого з доданням трьох нових томів, опубліковане в 1926 році.
Чотирнадцяте видання, опубліковане 1929 року, значно перероблене, багато статей зазнали скорочення або змін, щоб звільнити місце для нових тем. При цьому, одинадцяте видання ставало основою для кожного наступного видання Британської енциклопедії до 1974 року, коли опубліковано зовсім нове п'ятнадцяте видання, засноване на сучасних на той момент джерелах.

## Критика видання

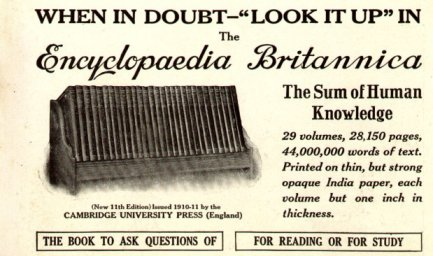
Реклама одинадцятого видання (1913)

1917 року американський літературний критик та письменник Віллард Гантінгтон Райт під псевдонімом С. С. ван Дайн опублікував працю «Дезінформація нації», присвячену критиці неточностей і упереджень в 11-му виданні енциклопедії, де написав, що їй «характерні спотворення, непробачні недогляди, шалені та патріотичні забобони, особиста ворожість, кричущі фактичні помилки, схоластичне невігластво, повальна зневага до „небританської“ культури, разючий егоїзм, а також неприхована зневага до американського прогресу».
1912 року математик Луї Карпінський піддав «Британську енциклопедію» критиці за безліч неточностей у галузі історії математики; він стверджував, що жодна зі статей на цю тему в енциклопедії не написана математиком. Англійський письменник і священик Джозеф Маккейб у праці 1947 року «Брехня і помилки в Британській енциклопедії» писав, що, починаючи з одинадцятого видання, Британіка зазнавала цензури Римо-католицької церкви.
Едвард Тітченер, професор Корнелльського університету, писав 1912 року, що «нова „Британіка“ не здатна відтворити психологічну атмосферу свого часу та покоління… Попри ореол влади та пильну увагу співробітників, основна маса вторинних статей із загальної психології… не адаптована до вимог інтелектуального читача». Критики також звинувачували енциклопедію в расизмі та сексизмі.

## Сучасний стан
Видання 1911 року більше не охороняється авторським правом і вільно доступне в інтернеті:
| Архів інтернету — Текстові архіви Окремі томи | Архів інтернету — Текстові архіви Окремі томи | Архів інтернету — Текстові архіви Окремі томи | Архів інтернету — Текстові архіви Окремі томи |
| Том                                           | Від                                           | До                                            |                                               |
| --------------------------------------------- | --------------------------------------------- | --------------------------------------------- | --------------------------------------------- |
| Том 1                                         | A                                             | Androphagi                                    |                                               |
| Том 2                                         | Andros, Sir Edmund                            | Austria                                       |                                               |
| Том 3                                         | Austria, Lower                                | Bisectrix                                     |                                               |
| Том 4                                         | Bisharin                                      | Calgary                                       |                                               |
| Том 5                                         | Calhoun, John Caldwell                        | Chatelaine                                    |                                               |
| Том 6                                         | Châtelet                                      | Constantine                                   |                                               |
| Том 7                                         | Constantine Pavlovich                         | Demidov                                       |                                               |
| Том 8                                         | Demijohn                                      | Edward the Black Prince                       |                                               |
| Том 9                                         | Edwardes, Sir Herbert Benjamin                | Evangelical Association                       |                                               |
| Том 10                                        | Evangelical Church Conference                 | Francis Joseph I                              |                                               |
| Том 11                                        | Franciscans                                   | Gibson, William Hamilton                      |                                               |
| Том 12                                        | Gichtel, Johann Georg                         | Harmonium                                     |                                               |
| Том 13                                        | Harmony                                       | Hurstmonceaux                                 |                                               |
| Том 14                                        | Husband                                       | Italic                                        |                                               |
| Том 15                                        | Italy                                         | Kyshtym                                       |                                               |
| Том 16                                        | L                                             | Lord Advocate                                 |                                               |
| Том 17                                        | Lord Chamberlain                              | Mecklenburg                                   |                                               |
| Том 18                                        | Medal                                         | Mumps                                         |                                               |
| Том 19                                        | Mun, Adrien Albert Marie de                   | Oddfellows, Order of                          |                                               |
| Том 20                                        | Ode                                           | Payment of members                            |                                               |
| Том 21                                        | Payn, James                                   | Polka                                         |                                               |
| Том 22                                        | Poll                                          | Reeves, John Sims                             |                                               |
| Том 23                                        | Refectory                                     | Sainte-Beuve, Charles Augustin                |                                               |
| Том 24                                        | Sainte-Claire Deville, Étienne Henri          | Shuttle                                       |                                               |
| Том 25                                        | Shuválov, Peter Andreivich                    | Subliminal self                               |                                               |
| Том 26                                        | Submarine mines                               | Tom-Tom                                       |                                               |
| Том 27                                        | Tonalite                                      | Vesuvius                                      |                                               |
| Том 28                                        | Vetch                                         | Zymotic diseases                              |                                               |
| Том 29                                        | Index                                         | List of contributors                          |                                               |
| Том 1, доданий 1922                           | Abbe                                          | English History                               |                                               |
| Том 2, доданий 1922                           | English History                               | Oyama, Iwao                                   |                                               |
| Том 3, доданий 1922                           | Pacific Ocean Islands                         | Zuloaga                                       |                                               |
| Посібник читача — 1913                        |                                               |                                               |                                               |